# EFront
eFront è una piattaforma di e-learning open source (conosciuta anche come LMS, learning management system).
eFront è stato progettato come un gestore di contenuti orientato alla creazione di corsi on-line, con molteplici possibilità di interazione ed ha un'interfaccia utente basata su un intuitivo sistema ad icone.

## Caratteristiche
Offre una vasta gamma di funzioni fra le quali: creazione di contenuti, creazione di test, gestione di progetti, statistiche estese, sistema di messaggistica interna, forum, chat, sondaggi e altro ancora. È compatibile con le specifiche SCORM 1.2 e SCORM 2004.
Diverse caratteristiche della piattaforma (ad esempio, capacità di gestione, struttura organizzativa) lo rendono particolarmente adatto anche per l'utilizzo in ambienti gestionali, in particolare in dipartimenti di Gestione delle risorse umane.
È disponibile in 39 lingue.

## Funzionalità
eFront dispone di numerose funzionalità:
- Gestione degli utenti
- Gestione di lezioni, corsi e categorie
- Gestione dei files
- Gestione degli esami
- Gestione delle prove di valutazione
- Strumenti di comunicazione (forum, chat, calendario, glossario)
- Strumenti di monitoraggio studenti
- Metodi di autenticazione
- Metodi di registrazione
- Certificazioni
- Relazioni docenti
- Moduli di supporto[2]
- Strumenti di pagamento (tramite Paypal)
- Strumenti di social network (cronologia delle lezioni e di sistema, Utente speciale Wall, Status Utente, interconnessione con Facebook)
- Sistema di notifica personalizzabile tramite e-mail

Ma ha anche molte caratteristiche che sono molto utili in un ambiente di gestione delle risorse umane:
- Gestione della struttura organizzativa
- Gestione delle capacità
- Gestione dei posti di lavoro
- Assegnazione automatica di corsi orientati alle specifiche mansioni
- Gestione di test per la valutazione dei gap di competenza
- Scheda utente completa con la storia di formazione
- Supporto LDAP